# Kanton Marson
Marson is een voormalig kanton van het Franse departement Marne. Het kanton maakte deel uit van het arrondissement Châlons-en-Champagne.
Het werd opgeheven bij decreet van 21 februari 2014 met uitwerking in maart 2015.

## Gemeenten
Het kanton Marson omvatte de volgende gemeenten:
- Chepy
- Coupéville
- Courtisols
- Dampierre-sur-Moivre
- L'Épine
- Francheville
- Le Fresne
- Marson (hoofdplaats)
- Moivre
- Moncetz-Longevas
- Omey
- Pogny
- Poix
- Saint-Germain-la-Ville
- Saint-Jean-sur-Moivre
- Sarry
- Somme-Vesle
- Vésigneul-sur-Marne